# Franz Thaddäus von Waldburg-Zeil
Franz Thaddäus Joseph von Waldburg-Zeil (Leutkirch im Allgäu, 15 ottobre 1778 – Leutkirch im Allgäu, 5 dicembre 1845) è stato un principe e politico tedesco.

## Biografia
Franz Thaddäus era figlio del principe Massimiliano di Waldburg-Zeil (1750 - 1818) e di sua moglie, la contessa Maria von Hornstein zu Weiterdingen (1751 - 1797). Nel 1806 alla morte del padre gli succedette come secondo principe di Waldburg-Zeil. Nel 1819, il re Guglielmo lo nominò presidente dell'Assemblea degli stati del Württemberg, che sotto la sua presidenza adottò la costituzione del Regno del Württemberg. Dal 1820 al 1845, il principe Franz Thaddäus fu membro della Camera dei Signori del Württemberg e membro ereditario della Camera dei Consiglieri Imperiali della Corona Bavarese. Dal 1838, data l'età avanzata, decise di ritirarsi a vita privata ma continuò ad interessarsi di politica venendo rappresentato alla camera da suo figlio Constantin. Fu inoltre presidente del distretto di caccia di Ellwangene, consigliere privato del re del Württemberg e ciambellano reale.
Il 18 maggio 1825, con delibera del Bundestag riunito a Francoforte sul Meno, ottenne il trattamento di "Altezza" e nel 1829 gli fu conferita la gran croce dell'Ordine della Corona del Württemberg nel 1829.

## Matrimonio e figli
Il principe Franz si sposò tre volte. Il 25 luglio 1805, a Kleinheubach, sposò la principessa Christiane Polyxene zu Löwenstein-Wertheim-Rosenberg (1782 - 1811), figlia del principe Dominik Constantin zu Löwenstein-Wertheim-Rochefort. Da questo matrimonio nacquero i seguenti figli:
- Constantin (1807 - 1862), sposò nel 1833 la contessa Maximiliane von Quadt zu Wykradt e Isny (18 maggio 1813 - 8 maggio 1874)
- Karl Maximilian Franz (1808 - 1853)
- Hermann (1809 - 1860)
- Leopoldine (1811 - 1885), sposò nel 1833 il conte Maximilian von Arco-Zinneberg (13 dicembre 1811 - 13 novembre 1885)

Il 27 gennaio 1818 Franz sposò la baronessa Antoinette von der Wenge zu Beck (1790 - 1819), figlia primogenita di Clemens August von der Wenge. Da questo matrimonio non nacquero figli.
Il 3 ottobre 1820, sposò la baronessa Maria Theresia von der Wenge zu Beck (1798 - 1864), sua cognata. Da questo matrimonio nacquero  altri cinque figli:
- Anna (1821 - 1849), sposò nel 1840 il conte Maximilian von Preysing-Lichtenegg-Moos († 11 gennaio 1881)
- Georg Ferdinand (1823 - 1866), gesuita, missionario e noto predicatore
- Mechthilde Walburga Ludovika Maria (1824 - 1891), sposò nel 1847 il conte Rudolf von Schaesberg (8 settembre 1816 - 18 novembre 1881)
- Maximilian Lewin (1825 - 1845)
- Ludwin Bernhard Richard (1827 - 1897), sposò nel 1860 la contessa Anna von Loë (21 novembre 1840 - 2 luglio 1924)

## Ascendenza
|                                                                      |                                |                                                        | Genitori                                            |  |  | Nonni |  |  | Bisnonni                                  |  |  | Trisnonni                                     |  |
|                                                                      |                                |                                                        |                                                     |  |  |       |  |  | Johann Jakob von Waldburg-Zeil-Trauchburg |  |  | Johann Christoph von Waldburg-Zeil-Trauchburg |  |
|                                                                      |                                |                                                        |                                                     |  |  |       |  |  | Johann Jakob von Waldburg-Zeil-Trauchburg |  |  | Johann Christoph von Waldburg-Zeil-Trauchburg |  |
|                                                                      |                                | Maria Franziska von Montfort                           |                                                     |  |  |       |  |  | Johann Jakob von Waldburg-Zeil-Trauchburg |  |  |                                               |  |
| Franz Anton von Waldburg-Zeil-Trauchburg                             |                                |                                                        |                                                     |  |  |       |  |  | Johann Jakob von Waldburg-Zeil-Trauchburg |  |  |                                               |  |
|                                                                      |                                | Maria Elisabeth von Küenburg                           | Johann Josef von Khüenburg                          |  |  |       |  |  |                                           |  |  |                                               |  |
|                                                                      |                                | Maria Elisabeth von Küenburg                           | Johann Josef von Khüenburg                          |  |  |       |  |  |                                           |  |  |                                               |  |
|                                                                      |                                | Maria Elisabeth von Küenburg                           | Josepha von Harrach zu Rohrau                       |  |  |       |  |  |                                           |  |  |                                               |  |
| Maximilian von Waldburg-Zeil-Trauchburg, I principe di Waldburg-Zeil |                                | Maria Elisabeth von Küenburg                           |                                                     |  |  |       |  |  |                                           |  |  |                                               |  |
|                                                                      |                                | Friedrich Anton Marquard von Waldburg                  | Christoph Franz von Waldburg                        |  |  |       |  |  |                                           |  |  |                                               |  |
|                                                                      |                                | Friedrich Anton Marquard von Waldburg                  | Christoph Franz von Waldburg                        |  |  |       |  |  |                                           |  |  |                                               |  |
|                                                                      |                                | Friedrich Anton Marquard von Waldburg                  | Maria Sophia zu Oettingen-Wallerstein               |  |  |       |  |  |                                           |  |  |                                               |  |
| Maria Anna zu Waldburg                                               |                                | Friedrich Anton Marquard von Waldburg                  |                                                     |  |  |       |  |  |                                           |  |  |                                               |  |
|                                                                      |                                | Maria Karoline von Khuenburg                           | Johann Christoph von Khuenburg                      |  |  |       |  |  |                                           |  |  |                                               |  |
|                                                                      |                                | Maria Karoline von Khuenburg                           | Johann Christoph von Khuenburg                      |  |  |       |  |  |                                           |  |  |                                               |  |
|                                                                      |                                | Maria Karoline von Khuenburg                           | Maria Theresia von Khuenburg                        |  |  |       |  |  |                                           |  |  |                                               |  |
| Franz Thaddaus von Waldburg-Zeil, II principe di Waldburg-Zeil       |                                | Maria Karoline von Khuenburg                           |                                                     |  |  |       |  |  |                                           |  |  |                                               |  |
|                                                                      | Johann Ferdinand von Hornstein | Karl von Hornstein                                     |                                                     |  |  |       |  |  |                                           |  |  |                                               |  |
|                                                                      | Johann Ferdinand von Hornstein | Karl von Hornstein                                     |                                                     |  |  |       |  |  |                                           |  |  |                                               |  |
|                                                                      | Johann Ferdinand von Hornstein | Maria Barbara Eusebia von Grammont                     |                                                     |  |  |       |  |  |                                           |  |  |                                               |  |
| Leopold Thaddäus von Hornstein zu Weiterdingen                       | Johann Ferdinand von Hornstein |                                                        |                                                     |  |  |       |  |  |                                           |  |  |                                               |  |
|                                                                      |                                | Maria Creszentia Vogt von Alten-Summerau und Prassberg | Franz Dominik Vogt von Alten-Summerau und Prassberg |  |  |       |  |  |                                           |  |  |                                               |  |
|                                                                      |                                | Maria Creszentia Vogt von Alten-Summerau und Prassberg | Franz Dominik Vogt von Alten-Summerau und Prassberg |  |  |       |  |  |                                           |  |  |                                               |  |
|                                                                      |                                | Maria Creszentia Vogt von Alten-Summerau und Prassberg | Maria Magdalena von Bodmann                         |  |  |       |  |  |                                           |  |  |                                               |  |
| Maria von Hornstein zu Weiterdingen                                  |                                | Maria Creszentia Vogt von Alten-Summerau und Prassberg |                                                     |  |  |       |  |  |                                           |  |  |                                               |  |
|                                                                      |                                | Joseph Karl Guidobald von Welsperg                     | Guidobald Anastasius von Welsperg                   |  |  |       |  |  |                                           |  |  |                                               |  |
|                                                                      |                                | Joseph Karl Guidobald von Welsperg                     | Guidobald Anastasius von Welsperg                   |  |  |       |  |  |                                           |  |  |                                               |  |
|                                                                      |                                | Joseph Karl Guidobald von Welsperg                     | Maria Ursula von Spaur und Flavon                   |  |  |       |  |  |                                           |  |  |                                               |  |
| Maria Anna von Welsperg zu Raitenau und Primör                       |                                | Joseph Karl Guidobald von Welsperg                     |                                                     |  |  |       |  |  |                                           |  |  |                                               |  |
|                                                                      |                                | Maria Johanna Catharina von Rost                       | Joseph Anton von Rost                               |  |  |       |  |  |                                           |  |  |                                               |  |
|                                                                      |                                | Maria Johanna Catharina von Rost                       | Joseph Anton von Rost                               |  |  |       |  |  |                                           |  |  |                                               |  |
|                                                                      |                                | Maria Johanna Catharina von Rost                       | Maria Cleopha von Schellenberg                      |  |  |       |  |  |                                           |  |  |                                               |  |
|                                                                      |                                | Maria Johanna Catharina von Rost                       |                                                     |  |  |       |  |  |                                           |  |  |                                               |  |